# Carlos Manitto Torres
Carlos Manitto Ferreira Torres ComC (Setúbal, 1 de Outubro de 1883 - Setúbal, Agosto de 1961), mais conhecido como Carlos Manitto Torres, foi um jornalista, engenheiro, professor, escritor, ferroviário, político e militar português.

## Biografia

### Nascimento e formação
Nasceu na cidade de Setúbal, em 1 de Outubro de 1883.
Foi diplomado na Escola do Exército no curso de Engenharia civil e de minas, onde obteve vários prémios.

### Carreira profissional e militar
Iniciou a sua carreira profissional em 29 de Setembro de 1909, como engenheiro praticante na divisão do Movimento de Sul e Sueste da companhia dos Caminhos de Ferro do Estado. Em 4 de Janeiro de 1911, é promovido ao posto de engenheiro sub-chefe do mesmo departamento, e em 31 de Julho de 1912 foi transferido para o Norte de Portugal, para assumir a função de chefe do Movimento do Minho e Douro. Porém, só permaneceu neste posto até 14 de Agosto do mesmo ano, tendo regressado a seu pedido para a divisão de Sul e Sueste. Em 4 de Janeiro de 1913, encontrava-se a exercer a posição de vogal-secretário da comissão remodeladora dos Quadros e Regulamentos dos Caminhos de Ferro do Estado, e em 25 de Maio de 1916 torna-se vogal-secretário da Comissão Técnica do Serviço Militar de Caminho de Ferro, enquanto engenheiro da exploração e oficial subalterno do Batalhão de Sapadores dos Caminhos de Ferro. Após assumir outros postos, incluindo o de engenheiro vogal-secretário do Conselho Fiscal dos Caminhos de Ferro do Estado, em 3 de Junho de 1947 torna-se presidente da Comissão Administrativa do Fundo de Assistência e dos Sanatórios dos Caminhos de Ferro do Estado. Segundo o próprio, aceitou aquela posição devido à morte de um filho seu por Tuberculose, ainda muito novo.
Em 1949, foi vogal-secretário da comissão organizadora da reunião em Lisboa da Comissão Permanente da Associação Internacional do Congresso do Caminho de Ferro, tendo sido o principal promotor, assessor e organizador desta iniciativa. Em 25 de Fevereiro de 1950, assume o posto de vogal-secretário da Comissão Administrativa do Fundo Especial de Caminhos de Ferro. Em 1953, foi aprovado o seu pedido de reforma voluntária, e no ano seguinte, abandonou o cargo de presidente da Comissão Administrativa do Fundo de Assistência e dos Sanatórios dos Caminhos de Ferro do Estado. Exerceu igualmente como chefe de exploração do Sul e Sueste.
Também foi professor, e participou em vários congressos nacionais e internacionais, nos quais representou o governo Português e a Companhia do Caminho de Ferro de Benguela, como o IX Congresso Internacional de Caminhos de Ferro em Roma em 1922, razão pela qual a 27 de Novembro de 1930 foi homenageado com o grau de Comendador da Ordem Militar de Cristo. Publicou vários artigos na Gazeta dos Caminhos de Ferro, e escreveu vários livros sobre o transporte ferroviário, sendo sido a sua obra mais importante o livro Caminhos de Ferro, editado pela Empresa Nacional de Publicidade. Em Setúbal, também exerceu as posições de Governador Civil e presidente da Comissão Municipal de Iniciativa e Turismo, tendo-se notabilizado pelo apoio que deu às actividades turísticas naquele concelho. Defensor desta vertente económica, auxiliou na organização do primeiro Congresso Nacional de Turismo, em 1936, onde expôs a sua tese Organização do Turismo em Portugal. Em 1951, apresentou várias teses no Congresso da União Nacional, em Coimbra, tendo uma delas sido sobre os problemas turísticos, culturais e económicos das regiões de Setúbal, Almada e Barreiro.

### Falecimento
Faleceu em Agosto de 1961, na cidade de Setúbal.

## Homenagens
Em 11 de Novembro de 1952, realizou-se uma sessão de homenagem no Sanatório de Paredes de Coura, organizada pelos Sindicatos Nacionais dos Ferroviários do País, em consagração da obra de Carlos Manitto Torres na Comissão Administrativa do Fundo de Assistência e dos Sanatórios dos Caminhos de Ferro do Estado; foram-lhe entregues dois ramos de flores, por parte dos pacientes e do pessoal do Sanatório, e foram descerradas, pela sua esposa, Berta Manitto Torres, uma fotografia sua, e uma placa comemorativa daquela sessão.
Em 30 de Junho de 1957, foi inaugurada uma fotografia sua na Casa dos Ferroviários do Barreiro, por iniciativa do Sindicato dos Ferroviários do Sul e da União dos dos Sindicatos dos Ferroviários. Em 8 de Julho do ano seguinte, recebeu na sua habitação, em Lisboa, os representantes de sete sindicatos e da União, que o homenagearam. No jantar subsequente, o presidente da União, Joaquim Lourenço de Moura, entregou-lhe uma mensagem com centenas de assinaturas, onde se exprimia a gratidão pelo interesse que sempre nutriu pelos seus funcionários, e recebeu igualmente uma peça artístico niquelada, em forma de carril.

## Prémio Engenheiro Manitto Torres
Após a sua morte, a direcção do Instituto dos Ferroviários do Sul e Sueste criou o Prémio Eng.º Manitto Torres, destinado a condecorar os alunos daquela organização, que apresentassem as melhores classificações, tendo este prémio sido entregue pela primeira vez em 1963.

## Obras
- O Caminho de Ferro em Portugal: Apontamento Cronologico Relativo ao Periodo de 1845 a 1930. Lisboa: Tipografia da Gazeta dos Caminhos de Ferro (imp.). 1931
- «Organização do turismo em Portugal» in I Congresso Nacional de Turismo. I Secção, Teses. Lisboa: I Congresso Nacional de Turismo, 1936.
- O Plano de Urbanização de Setúbal : Estudo Analítico. Lisboa: O Jornal do Comércio e das Colónias. 1945
- «Estrutura Profissional do Engenheiro Português» in Segundo Congresso Nacional de Engenharia, Porto, 1948: Teses e Comunicações. Porto: O Congresso, 1948.
- O Futuro de Setúbal e os Pontos Cardeais da sua Prosperidade. Setúbal: Tipografia Simões (imp.). 1950
- O Caminho de Ferro Instrumento Económico Nacional e Humano: Síntese Evolutiva Publicada em Comemoração do Jubileu Ferroviário Português. Lisboa: Pereira. 1956